# Колін Вайт (1997)
Колін Вайт (англ. Colin White; 30 січня 1997, м. Гановер, США) — американський хокеїст, правий/центральний нападник. Виступає за Бостонський коледж у чемпіонаті NCAA. Один з топ-молодих гравців на драфті НХЛ 2015.
Виступав за «USNTDP Juniors» (ХЛСШ).
У складі юніорської збірної США учасник чемпіонату світу 2015.
Досягнення
- Переможець юніорського чемпіонату світу (2015)